# Ma Mingyu
Ma Mingyu (馬明宇T, 马明宇S, Mǎ MíngyǔP; Chongqing, 4 febbraio 1972) è un ex calciatore cinese, di ruolo centrocampista.

## Carriera

### Club
È il primo calciatore cinese ad avere fatto parte di una squadra di Serie A, il Perugia del presidente Luciano Gaucci, sebbene senza mai esordire nel campionato italiano.
Arriva in Europa nel 2000, prelevato dallo Sichuan Quanxing; squadra con cui militava sin dal 1990, eccezion fatta per una breve parentesi con la maglia del Guang. Hongyuan nella stagione 1995-1996.
La società umbra sborsa un miliardo di lire per aggiudicarsene le prestazioni nella stagione 2000-2001, con un riscatto fissato a 4 miliardi. Il ventottenne cinese – soprannominato Nonno dai compagni di squadra per via di un viso che dimostrava ben più dell'età dichiarata –, tuttavia, non riesce ad ambientarsi in Italia: con la maglia dei Grifoni gioca solamente un'amichevole estiva, e totalizza poi una panchina in una gara di Coppa Italia contro la Salernitana.
Successivamente viene alla luce che l'acquisto di Ma era stato frutto di uno scambio di persona: l'amministratore delegato dei perugini, Alessandro Gaucci, era intenzionato a portare in Umbria il connazionale Li Tie ma, non essendo in grado di trascrivere gli ideogrammi cinesi, si era segnato il suo numero di maglia, ossia il 4; nella partita successiva però la numerazione cambiò e il 4 assegnato a Ma. L'aneddoto viene confermato dall'allenatore biancorosso dell'epoca, Serse Cosmi, che ha asserito di aver conosciuto la vera storia dallo stesso Gaucci.
Al termine della stagione torna in patria, dove chiude la carriera nel 2003, con il S. Guancheng. Sempre a Chengdu, l'anno successivo, apre una scuola calcio per bambini, che gestisce insieme all'ex compagno di squadra Yang Pu.

### Nazionale
Conta 85 presenze e 12 reti nella nazionale maggiore cinese. Nell'estate del 2002, al termine della sua carriera in nazionale, guida da capitano la nazionale cinese al campionato del mondo 2002 in Corea del Sud e Giappone: è suo il primo tiro cinese della storia dei mondiali verso una porta avversaria, quella del Costa Rica, nella gara inaugurale dell'edizione, conclusasi 2-0 per i centroamericani.

## Statistiche

### Cronologia presenze e reti in nazionale
| Cronologia completa delle presenze e delle reti in nazionale ― Cina | Cronologia completa delle presenze e delle reti in nazionale ― Cina | Cronologia completa delle presenze e delle reti in nazionale ― Cina | Cronologia completa delle presenze e delle reti in nazionale ― Cina | Cronologia completa delle presenze e delle reti in nazionale ― Cina | Cronologia completa delle presenze e delle reti in nazionale ― Cina | Cronologia completa delle presenze e delle reti in nazionale ― Cina | Cronologia completa delle presenze e delle reti in nazionale ― Cina |
| Data                                                                | Città                                                               | In casa                                                             | Risultato                                                           | Ospiti                                                              | Competizione                                                        | Reti                                                                | Note                                                                |
| ------------------------------------------------------------------- | ------------------------------------------------------------------- | ------------------------------------------------------------------- | ------------------------------------------------------------------- | ------------------------------------------------------------------- | ------------------------------------------------------------------- | ------------------------------------------------------------------- | ------------------------------------------------------------------- |
| 30-1-1996                                                           | Hong Kong                                                           | Cina                                                                | 7 – 1                                                               | Macao                                                               | Qual. Coppa d'Asia 1996                                             | -                                                                   | Ingresso                                                            |
| 1-2-1996                                                            | Hong Kong                                                           | Cina                                                                | 7 – 0                                                               | Filippine                                                           | Qual. Coppa d'Asia 1996                                             | 1                                                                   |                                                                     |
| 4-2-1996                                                            | Hong Kong                                                           | Hong Kong                                                           | 0 – 2                                                               | Cina                                                                | Qual. Coppa d'Asia 1996                                             | -                                                                   |                                                                     |
| 23-5-1996                                                           | Pechino                                                             | Cina                                                                | 0 – 3                                                               | Inghilterra                                                         | Amichevole                                                          | -                                                                   |                                                                     |
| 29-5-1996                                                           | Tilburg                                                             | Paesi Bassi                                                         | 2 – 0                                                               | Cina                                                                | Amichevole                                                          | -                                                                   |                                                                     |
| 28-6-1996                                                           | Pechino                                                             | Cina                                                                | 2 – 0                                                               | Nuova Zelanda                                                       | Amichevole                                                          | -                                                                   |                                                                     |
| 17-7-1996                                                           | Pechino                                                             | Cina                                                                | 1 – 1                                                               | Uruguay                                                             | Amichevole                                                          | 1                                                                   |                                                                     |
| 8-8-1996                                                            | Pechino                                                             | Cina                                                                | 0 – 2                                                               | Paraguay                                                            | Amichevole                                                          | -                                                                   | Uscita                                                              |
| 25-9-1996                                                           | Seul                                                                | Corea del Sud                                                       | 3 – 1                                                               | Cina                                                                | Amichevole                                                          | -                                                                   | 46’                                                                 |
| 26-11-1996                                                          | Canton                                                              | Cina                                                                | 2 – 3                                                               | Corea del Sud                                                       | Amichevole                                                          | -                                                                   |                                                                     |
| 6-12-1996                                                           | al-'Ayn                                                             | Cina                                                                | 0 – 2                                                               | Uzbekistan                                                          | Coppa d'Asia 1996 - 1º turno                                        | -                                                                   |                                                                     |
| 9-12-1996                                                           | al-'Ayn                                                             | Siria                                                               | 0 – 3                                                               | Cina                                                                | Coppa d'Asia 1996 - 1º turno                                        | 1                                                                   |                                                                     |
| 12-12-1996                                                          | al-'Ayn                                                             | Giappone                                                            | 1 – 0                                                               | Cina                                                                | Coppa d'Asia 1996 - 1º turno                                        | -                                                                   |                                                                     |
| 16-12-1996                                                          | Abu Dhabi                                                           | Arabia Saudita                                                      | 4 – 3                                                               | Cina                                                                | Coppa d'Asia 1996 - Quarti di finale                                | -                                                                   | 52’                                                                 |
| 29-1-1997                                                           | Kunming                                                             | Cina                                                                | 2 – 1                                                               | Stati Uniti                                                         | Amichevole                                                          | -                                                                   |                                                                     |
| 1-2-1997                                                            | Canton                                                              | Cina                                                                | 1 – 1                                                               | Stati Uniti                                                         | Amichevole                                                          | -                                                                   | 63’                                                                 |
| 21-2-1997                                                           | Kuala Lumpur                                                        | Cina                                                                | 3 – 1                                                               | Singapore                                                           | Dunhill Cup - 1º turno                                              | -                                                                   | Uscita                                                              |
| 23-2-1997                                                           | Kuala Lumpur                                                        | Cina                                                                | 2 – 1                                                               | Finlandia                                                           | Dunhill Cup - 1º turno                                              | -                                                                   | 46’                                                                 |
| 25-2-1997                                                           | Kuala Lumpur                                                        | Malaysia                                                            | 0 – 2                                                               | Cina                                                                | Dunhill Cup - 1º turno                                              | -                                                                   | Uscita                                                              |
| 21-4-1997                                                           | Pechino                                                             | Cina                                                                | 5 – 0                                                               | Birmania                                                            | Amichevole                                                          | -                                                                   | Ingresso                                                            |
| 27-4-1997                                                           | Pechino                                                             | Cina                                                                | 0 – 0                                                               | Iran                                                                | Amichevole                                                          | -                                                                   | 46’                                                                 |
| 4-5-1997                                                            | Aşgabat                                                             | Turkmenistan                                                        | 1 – 4                                                               | Cina                                                                | Qual. Mondiali 1998                                                 | -                                                                   | 34’                                                                 |
| 11-5-1997                                                           | Dušanbe                                                             | Tagikistan                                                          | 0 – 1                                                               | Cina                                                                | Qual. Mondiali 1998                                                 | -                                                                   | 46’                                                                 |
| 25-5-1997                                                           | Hanoi                                                               | Vietnam                                                             | 1 – 3                                                               | Cina                                                                | Qual. Mondiali 1998                                                 | -                                                                   | 44’                                                                 |
| 1-6-1997                                                            | Pechino                                                             | Cina                                                                | 1 – 0                                                               | Turkmenistan                                                        | Qual. Mondiali 1998                                                 | -                                                                   | 83’                                                                 |
| 8-6-1997                                                            | Pechino                                                             | Cina                                                                | 0 – 0                                                               | Tagikistan                                                          | Qual. Mondiali 1998                                                 | -                                                                   |                                                                     |
| 22-6-1997                                                           | Pechino                                                             | Cina                                                                | 4 – 0                                                               | Vietnam                                                             | Qual. Mondiali 1998                                                 | 1                                                                   |                                                                     |
| 30-8-1997                                                           | Seul                                                                | Corea del Sud                                                       | 0 – 0                                                               | Cina                                                                | Amichevole                                                          | -                                                                   | 44’                                                                 |
| 2-9-1997                                                            | Dalian                                                              | Cina                                                                | 3 – 0                                                               | Kazakistan                                                          | Amichevole                                                          | -                                                                   | 46’                                                                 |
| 13-9-1997                                                           | Dalian                                                              | Cina                                                                | 2 – 4                                                               | Iran                                                                | Qual. Mondiali 1998                                                 | -                                                                   |                                                                     |
| 26-9-1997                                                           | Doha                                                                | Qatar                                                               | 1 – 1                                                               | Cina                                                                | Qual. Mondiali 1998                                                 | -                                                                   | 85’                                                                 |
| 3-10-1997                                                           | Dalian                                                              | Cina                                                                | 1 – 0                                                               | Arabia Saudita                                                      | Qual. Mondiali 1998                                                 | -                                                                   |                                                                     |
| 10-10-1997                                                          | Al Kuwait                                                           | Kuwait                                                              | 1 – 2                                                               | Cina                                                                | Qual. Mondiali 1998                                                 | -                                                                   |                                                                     |
| 17-10-1997                                                          | Teheran                                                             | Iran                                                                | 4 – 1                                                               | Cina                                                                | Qual. Mondiali 1998                                                 | -                                                                   | 65’                                                                 |
| 31-10-1997                                                          | Dalian                                                              | Cina                                                                | 2 – 3                                                               | Qatar                                                               | Qual. Mondiali 1998                                                 | -                                                                   |                                                                     |
| 6-11-1997                                                           | Riyad                                                               | Arabia Saudita                                                      | 1 – 1                                                               | Cina                                                                | Qual. Mondiali 1998                                                 | -                                                                   | 87’                                                                 |
| 12-11-1997                                                          | Dalian                                                              | Cina                                                                | 1 – 0                                                               | Kuwait                                                              | Qual. Mondiali 1998                                                 | 1                                                                   |                                                                     |
| 4-3-1998                                                            | Yokohama                                                            | Corea del Sud                                                       | 2 – 1                                                               | Cina                                                                | Dynasty Cup 1998                                                    | -                                                                   | 73’                                                                 |
| 7-3-1998                                                            | Tokyo                                                               | Giappone                                                            | 0 – 2                                                               | Cina                                                                | Dynasty Cup 1998                                                    | -                                                                   |                                                                     |
| 4-6-1998                                                            | Seul                                                                | Corea del Sud                                                       | 1 – 1                                                               | Cina                                                                | Amichevole                                                          | 1                                                                   |                                                                     |
| 27-6-1998                                                           | Bangkok                                                             | Thailandia                                                          | 0 – 3                                                               | Cina                                                                | Amichevole                                                          | -                                                                   | 68’                                                                 |
| 8-7-1998                                                            | Shanghai                                                            | Cina                                                                | 3 – 1                                                               | Uzbekistan                                                          | Amichevole                                                          | 1                                                                   | Uscita                                                              |
| 22-11-1998                                                          | Shanghai                                                            | Cina                                                                | 0 – 0                                                               | Corea del Sud                                                       | Amichevole                                                          | -                                                                   |                                                                     |
| 30-11-1998                                                          | Surat Thani                                                         | Cina                                                                | 4 – 1                                                               | Libano                                                              | Giochi asiatici 1998 - 1º turno                                     | 1                                                                   | 46’                                                                 |
| 2-12-1998                                                           | Surat Thani                                                         | Cambogia                                                            | 1 – 4                                                               | Cina                                                                | Giochi asiatici 1998 - 1º turno                                     | -                                                                   | Uscita                                                              |
| 8-12-1998                                                           | Bangkok                                                             | Cina                                                                | 3 – 1                                                               | Tagikistan                                                          | Giochi asiatici 1998 - 2º turno                                     | -                                                                   |                                                                     |
| 10-12-1998                                                          | Bangkok                                                             | Oman                                                                | 1 – 6                                                               | Cina                                                                | Giochi asiatici 1998 - 2º turno                                     | -                                                                   | Uscita                                                              |
| 12-12-1998                                                          | Bangkok                                                             | Iran                                                                | 2 – 1                                                               | Cina                                                                | Giochi asiatici 1998 - 2º turno                                     | -                                                                   |                                                                     |
| 14-12-1998                                                          | Bangkok                                                             | Turkmenistan                                                        | 0 – 3                                                               | Cina                                                                | Giochi asiatici 1998 - Quarti di finale                             | -                                                                   |                                                                     |
| 16-12-1998                                                          | Bangkok                                                             | Iran                                                                | 1 – 0                                                               | Cina                                                                | Giochi asiatici 1998 - Semifinale                                   | -                                                                   |                                                                     |
| 19-12-1998                                                          | Songkhla                                                            | Cina                                                                | 3 – 0                                                               | Thailandia                                                          | Giochi asiatici 1998 - Finale 3º-4º posto                           | 1                                                                   |                                                                     |
| 14-1-2000                                                           | Canton                                                              | Cina                                                                | 1 – 0                                                               | Nuova Zelanda                                                       | Four Nations Tournament 2000 (Canton) - Semifinale                  | -                                                                   |                                                                     |
| 16-1-2000                                                           | Canton                                                              | Cina                                                                | 1 – 0                                                               | Uruguay                                                             | Four Nations Tournament 2000 (Canton) - Finale                      | -                                                                   | 87’                                                                 |
| 23-1-2000                                                           | Ho Chi Minh                                                         | Cina                                                                | 8 – 0                                                               | Filippine                                                           | Qual. Coppa d'Asia 2000                                             | -                                                                   |                                                                     |
| 26-1-2000                                                           | Ho Chi Minh                                                         | Cina                                                                | 19 – 0                                                              | Guam                                                                | Qual. Coppa d'Asia 2000                                             | 1                                                                   |                                                                     |
| 29-1-2000                                                           | Ho Chi Minh                                                         | Vietnam                                                             | 0 – 2                                                               | Cina                                                                | Qual. Coppa d'Asia 2000                                             | -                                                                   |                                                                     |
| 15-3-2000                                                           | Kōbe                                                                | Giappone                                                            | 0 – 0                                                               | Cina                                                                | Amichevole                                                          | -                                                                   | 54’                                                                 |
| 28-3-2000                                                           | Belgrado                                                            | Jugoslavia                                                          | 1 – 0                                                               | Cina                                                                | Amichevole                                                          | -                                                                   |                                                                     |
| 25-5-2000                                                           | Pechino                                                             | Cina                                                                | 0 – 2                                                               | Jugoslavia                                                          | Amichevole                                                          | -                                                                   |                                                                     |
| 28-7-2000                                                           | Pechino                                                             | Cina                                                                | 0 – 1                                                               | Corea del Sud                                                       | Amichevole                                                          | -                                                                   | 46’                                                                 |
| 7-10-2000                                                           | Amman                                                               | Giordania                                                           | 1 – 1                                                               | Cina                                                                | Amichevole                                                          | -                                                                   | 46’                                                                 |
| 13-10-2000                                                          | Tripoli                                                             | Corea del Sud                                                       | 2 – 2                                                               | Cina                                                                | Coppa d'Asia 2000 - 1º turno                                        | 1                                                                   |                                                                     |
| 16-10-2000                                                          | Tripoli                                                             | Cina                                                                | 4 – 0                                                               | Indonesia                                                           | Coppa d'Asia 2000 - 1º turno                                        | -                                                                   |                                                                     |
| 19-10-2000                                                          | Tripoli                                                             | Cina                                                                | 0 – 0                                                               | Kuwait                                                              | Coppa d'Asia 2000 - 1º turno                                        | -                                                                   |                                                                     |
| 23-10-2000                                                          | Sidone                                                              | Cina                                                                | 3 – 1                                                               | Qatar                                                               | Coppa d'Asia 2000 - Quarti di finale                                | -                                                                   | 65’                                                                 |
| 29-10-2000                                                          | Beirut                                                              | Cina                                                                | 0 – 1                                                               | Corea del Sud                                                       | Coppa d'Asia 2000 - Finale 3º-4º posto                              | -                                                                   |                                                                     |
| 22-4-2001                                                           | Xi'an                                                               | Cina                                                                | 10 – 1                                                              | Maldive                                                             | Qual. Mondiali 2002                                                 | -                                                                   | 78’                                                                 |
| 28-4-2001                                                           | Male                                                                | Maldive                                                             | 0 – 1                                                               | Cina                                                                | Qual. Mondiali 2002                                                 | -                                                                   | 87’                                                                 |
| 6-5-2001                                                            | Phnom Penh                                                          | Cambogia                                                            | 0 – 4                                                               | Cina                                                                | Qual. Mondiali 2002                                                 | 1                                                                   | 75’                                                                 |
| 13-5-2001                                                           | Kunming                                                             | Cina                                                                | 5 – 1                                                               | Indonesia                                                           | Qual. Mondiali 2002                                                 | -                                                                   | 46’                                                                 |
| 20-5-2001                                                           | Canton                                                              | Cina                                                                | 3 – 1                                                               | Cambogia                                                            | Qual. Mondiali 2002                                                 | 1                                                                   |                                                                     |
| 27-5-2001                                                           | Giacarta                                                            | Indonesia                                                           | 0 – 2                                                               | Cina                                                                | Qual. Mondiali 2002                                                 | -                                                                   |                                                                     |
| 3-8-2001                                                            | Shanghai                                                            | Cina                                                                | 2 – 2 dts (2 - 4 dtr)                                               | Corea del Nord                                                      | Four Nations Tournament 2001 - Semifinale                           | -                                                                   | 46’                                                                 |
| 5-8-2001                                                            | Shanghai                                                            | Cina                                                                | 3 – 0                                                               | Trinidad e Tobago                                                   | Four Nations Tournament 2001 - Finale 3º-4º posto                   | -                                                                   | 46’                                                                 |
| 25-8-2001                                                           | Shenyang                                                            | Cina                                                                | 3 – 0                                                               | Emirati Arabi Uniti                                                 | Qual. Mondiali 2002                                                 | -                                                                   |                                                                     |
| 31-8-2001                                                           | Mascate                                                             | Oman                                                                | 0 – 2                                                               | Cina                                                                | Qual. Mondiali 2002                                                 | -                                                                   |                                                                     |
| 7-9-2001                                                            | Doha                                                                | Qatar                                                               | 1 – 1                                                               | Cina                                                                | Qual. Mondiali 2002                                                 | -                                                                   | 72’                                                                 |
| 15-9-2001                                                           | Shenyang                                                            | Cina                                                                | 2 – 0                                                               | Uzbekistan                                                          | Qual. Mondiali 2002                                                 | -                                                                   | 76’                                                                 |
| 27-9-2001                                                           | Abu Dhabi                                                           | Emirati Arabi Uniti                                                 | 0 – 1                                                               | Cina                                                                | Qual. Mondiali 2002                                                 | -                                                                   | 69’                                                                 |
| 7-10-2001                                                           | Shenyang                                                            | Cina                                                                | 1 – 0                                                               | Oman                                                                | Qual. Mondiali 2002                                                 | -                                                                   | 82’                                                                 |
| 13-10-2001                                                          | Shenyang                                                            | Cina                                                                | 3 – 0                                                               | Qatar                                                               | Qual. Mondiali 2002                                                 | -                                                                   | 72’                                                                 |
| 27-4-2002                                                           | Incheon                                                             | Corea del Sud                                                       | 0 – 0                                                               | Cina                                                                | Amichevole                                                          | -                                                                   | 83’                                                                 |
| 11-5-2002                                                           | Kunming                                                             | Cina                                                                | 3 – 1                                                               | Thailandia                                                          | Amichevole                                                          | -                                                                   | 46’                                                                 |
| 16-5-2002                                                           | Shenyang                                                            | Cina                                                                | 0 – 2                                                               | Uruguay                                                             | Amichevole                                                          | -                                                                   | 46’                                                                 |
| 25-5-2002                                                           | Macao                                                               | Cina                                                                | 0 – 2                                                               | Portogallo                                                          | Amichevole                                                          | -                                                                   | 46’                                                                 |
| 4-6-2002                                                            | Gwangju                                                             | Cina                                                                | 0 – 2                                                               | Costa Rica                                                          | Mondiali 2002 - 1º turno                                            | -                                                                   |                                                                     |
| 8-6-2002                                                            | Seogwipo                                                            | Brasile                                                             | 4 – 0                                                               | Cina                                                                | Mondiali 2002 - 1º turno                                            | -                                                                   | 62’                                                                 |
| Totale                                                              |                                                                     | Presenze                                                            | 87                                                                  |                                                                     | Reti                                                                | 13                                                                  |                                                                     |